# زهيرة صباغ
زهيرة صباغ هي شاعرة وأديبة وفنانة فلسطينية، وتُعتبر من رائدات الحركة النسوية في فلسطين، وهي والدة الفنانة الفلسطينية ريم بنا.

## حياتها
وُلدت زهيرة ونشأت في مدينة الناصرة، وتحملُ شهادةً جامعة بالأدب الإنجليزي. كتبت الشعر وهي صغيرة، ونشرت تجاربها في عدةِ مجلاتٍ وصحفٍ فلسطينية، حيثُ كانت تنشرُ قصائدها تحت اسمٍ مُستعار. أسست زهيرة جميعة نساء ضد العنف، عملت موظفةً في بلدية الناصرة، ثم أصبحت أمينة مكتبة أبو سلمى، وهي مؤسسة تتبع لجمعية نساء ضد العنف.
شاركتَ زهيرة في الفيلم السينمائي الصبار، والذي يروي قضية فلسطين ومأساة اللاجئين الفلسطينيين والمُهجرين من قراهم، كما شاركت في عدةِ أفلامٍ وثائقية. في عام 2009، كُرمت من قبل مكتبة أبو سلمى، تقديرًا لجهودها ونشاطها الاجتماعي والسياسي والثقافي، وكُرمت أيضًا من وزارة الثقافة الفلسطينية.

## شعرها
تمتلك زُهيرة خمسة مجموعات شعرية وهيَ:
- زغب الحمام
- كرمل الروح
- في البدء كانت عشترت
- أرجوانيات كنعان
- قمر تمور